# Luda kuća (televizijska serija)
"Luda kuća" je hrvatska dramsko-humoristična serija koja se prikazivala od 28. rujna 2005.  do 26. lipnja 2010. na prvom programu HRT-a. Glavni redatelj serije je Danilo Šerbedžija, a scenarij potpisuju Zinka Kiseljak i Tanja Kirhmajer.

## Radnja
"Luda kuća" je serija o naizgled običnim ljudima iz susjedstva. Miljenko Majer je glumac, koji živi u malom zagrebačkom stanu sa suprugom Matildom, učiteljicom i sinom Filipom. Majerovi su ljudi čija je kuća uvijek puna nepozvanih gostiju, vrsta ljudi koji ne mogu reći "ne", što ih često dovede u neugodne, no komične situacije.
S njima živi Miljenkov pra-tetak,umirovljeni policajac Đuro Pletikosa, a često im navrati i Matildina prijateljica Božena, profesorica tjelesnog odgoja u srednjoj školi. Spremačica Majerovih, simpatična Branka nekad radi i ispod cijene jer svoj posao smatra zabavom.
Njihovo stalno mjesto okupljanja je kafić u susjedstvu čiji je vlasnik Miljenkov prijatelj Laci.
Stalnom glumačkom postavu su se kasnije pridružili Slavko,Brankičin nećak i vječni student veterine koji se doseljava kod Majerovih,te Zdenko Voloder,Boženin zaručnik(od 3.sezone i suprug).

## Pregled serije
| Sezona | Sezona | Epizoda | Originalno emitiranje | Originalno emitiranje |
| Sezona | Sezona | Epizoda | Premijera sezone      | Kraj sezone           |
| ------ | ------ | ------- | --------------------- | --------------------- |
|        | 1      | 35      | 28. rujna 2005.       | 24. svibnja 2006.     |
|        | 2      | 32      | 9. listopada 2006.    | 14. svibnja 2007.     |
|        | 3      | 34      | 10. listopada 2007.   | 28. svibnja 2008.     |
|        | 4      | 38      | 8. listopada 2008.    | 1. srpnja 2009.       |
|        | 5      | 34      | 4. studenoga 2009.    | 26. lipnja 2010.      |

## Glumačka postava

### Glavna glumačka postava
| Glumac/glumica         | Lik                  | Sezona u seriji |
| ---------------------- | -------------------- | --------------- |
| Ljubo Zečević          | Miljenko Majer       | 1-5             |
| Jelena Miholjević      | Matilda Majer        | 1-5             |
| Nada Gačešić-Livaković | Božena Mužić Voloder | 1-5             |
| Branko Meničanin       | Velibor "Laci" Lacko | 1-5             |
| Goran Grgić            | Zdenko Voloder       | 1-5             |
| Ljubo Kapor †          | Đuro Pletikosa       | 1-5             |
| Marinko Prga           | Slavko Bedeković     | 1-5             |
| Ivan Glowatzky         | Filip Majer          | 1-5             |
| Matija Prskalo         | Lidija Devčić        | 1               |
| Vera Zima †            | Brankica Bedeković   | 1-4 (gost u 5.) |

### Sporedna glumačka postava
| Glumac/glumica  | Lik                 | Sezona u seriji |
| --------------- | ------------------- | --------------- |
| Helena Buljan   | Katarina Majer      | 1-5             |
| Miloš Vujisić   | gost u kafiću/Kompa | 1-5             |
| Igor Mešin      | Rudi Volarić        | 3-5             |
| Jadranka Đokić  | Verica Hohnjec      | 3-4             |
| Elizabeta Kukić | Ljilja              | 3-5             |
| Saša Buneta     | Mlinac              | 3-5             |